# Heinrich Ludwig (Heimatforscher)

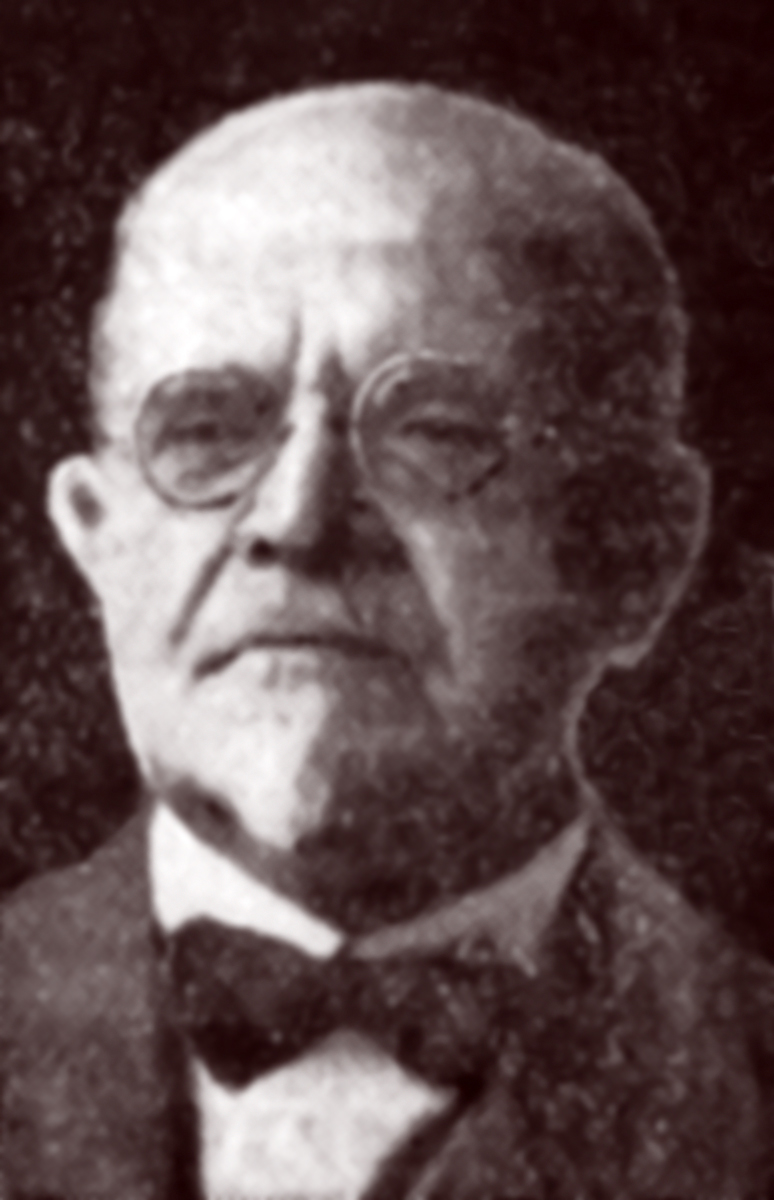
Heinrich Ludwig mit 70 Jahren

Johann Heinrich Ludwig (* 1. September 1865 in Bockenheim; † 12. März 1952 in Frankfurt am Main) war ein deutscher Lehrer und Heimatforscher.
Nach seiner Ausbildung am Dillenburger Lehrerseminar war er seit 1888 an mehreren Schulen in Bockenheim als Lehrer tätig. Zunächst an der Bockenheimer Knaben-Volksschule, dann an der Franckeschule und zuletzt an der Kaufunger Schule, von der er 1930 als Konrektor seinen Abschied als Lehrer nahm.
1910 hat er bereits im Selbstverlag, zusammen mit Matthäus Müller, das Buch „Alt-Bockenheim in Wort und Bild“ erscheinen lassen. Seit seiner Pensionierung schrieb er fast zehn Jahre lang an dem grundlegenden, fast 400 Seiten umfassenden Werk „Geschichte des Dorfes und der Stadt Bockenheim“. Es erschien 1940 im Verlag Dr. Waldemar Kramer in Frankfurt am Main und ist bis heute das umfangreichste Werk über dieses Gebiet, heute der größte Stadtteil Frankfurts.
Sein Haus Frankfurt-Bockenheim, Grempstraße 40 wurde am 12. September 1944 bei den Luftangriffen auf Frankfurt am Main mit allem Inventar und seiner Bibliothek ausgebombt.

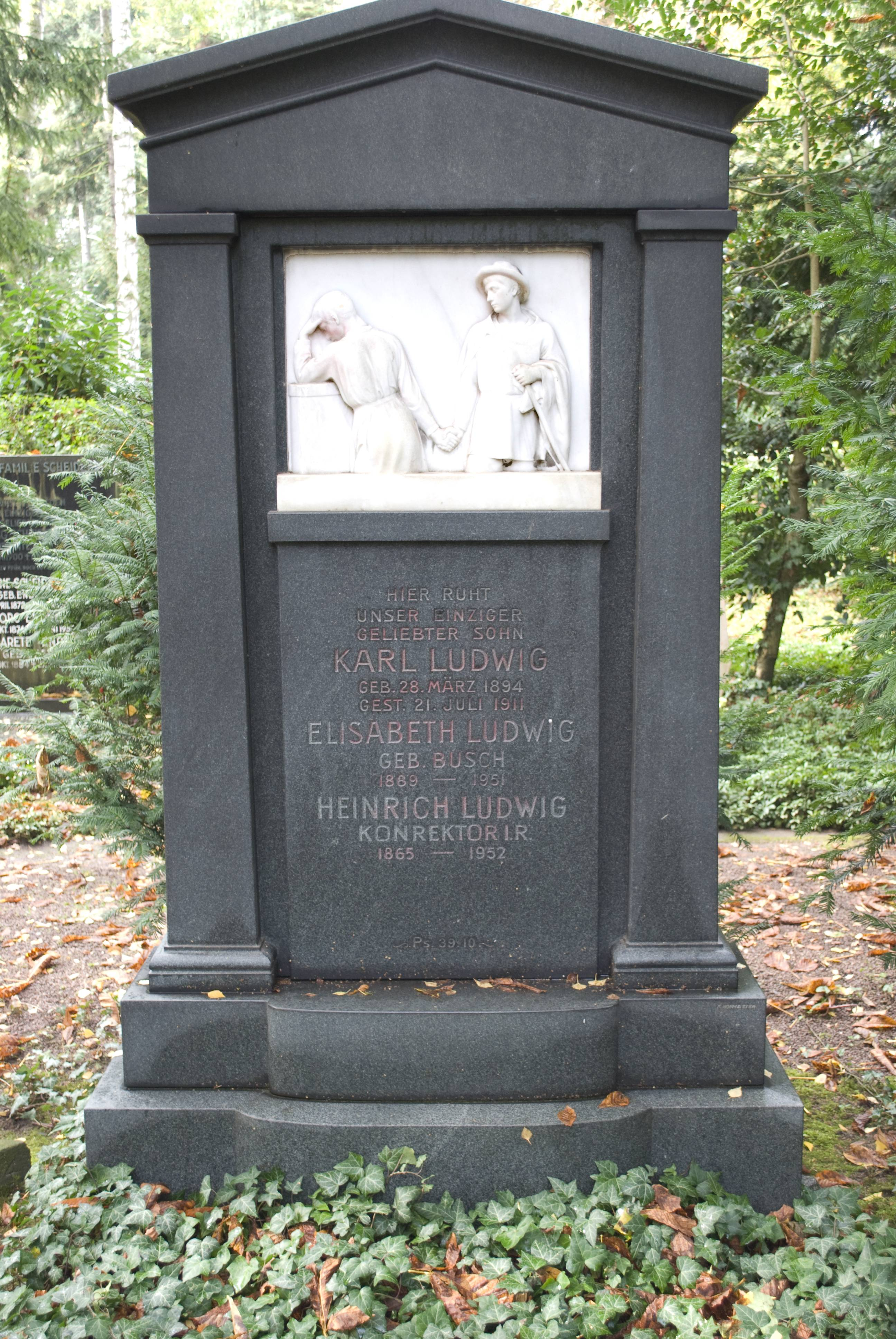
Heinrich Ludwig Grabstätte Bockenheim

Er ist auf dem Neuen Friedhof Bockenheim begraben.

## Lebensdaten
- 1.9.1865 Geburt Neugasse 9 in Bockenheim
- Der Vater Peter Ludwig III. (4.10.1837, Bockenheim – 14.2.1917, Bockenheim) ist gelernter Schriftgießer, die Mutter Tochter eines Fischers aus Nied, die Eltern betreiben ab 1875 ein Merceriegeschäft (Kurzwaren) in der Kleinen Seestraße
- 17.9.1865 Taufe in Bockenheim, Taufpate ist Johann Henrich Rein, Zigarrenmacher aus Nied, der Bruder der Mutter.
- Ausbildung am Dillenburger Lehrerseminar
- 1886 Beginn der schulischen Tätigkeit in Idstein i.T.
- 1888–1923 Franckeschule in Bockenheim
- 13.5.1893 Heirat mit Anna Elisabeth Busch (*17.10.1869, Hausen)
- 28.3.1894 Geburt des Sohnes Julius Carl
- 21.7.1911 Tod des Sohnes (keine weiteren Nachkommen)
- 1923–1930 Konrektor an der Kaufungerschule in Bockenheim
- 1.10.1930 Beginn des Ruhestands
- 9.8.1951 Tod der Ehefrau (mit 81 Jahre)
- 12.3.1952 Tod (mit 86 Jahre)
- 17.3.1952 Begräbnis Neuer Friedhof Bockenheim

## Wohnungen
- 1865 Friesengasse 9 in Bockenheim (Elternhaus)
- 1875 Appelsgasse 4 in Bockenheim (Elternhaus)
- 1894  Grempstraße 3 in Bockenheim {?}
- 1893 Bezug des Hauses Grempstraße 40
- 12.9.1944 Eine Brandbombe zerstörte sein Haus mit allem Inventar. (Schreiben vom Stadtarchiv an Konrektor Ludwig in Lützelhausen bei Gelnhausen, Datum 6. Febr. 1945: „Ich habe mit tiefen Bedauern Ihre Karte vom 26. Januar gelesen, in der Sie mitteilen, dass Ihr Heim am 12/9/44 zerstört wurde und dass Sie nun in Lützelhausen eine notdürftige Unterkunft gefunden haben.“)
- 1944 Lützelhausen bei Gelnhausen
- 1946 Rückkehr nach Frankfurt in die Große Nelkenstraße 15, im März war die „Zuzugsgenehmigung“ auch vom Stadtarchiv befürwortet worden
- 1952 Große Nelkenstraße 15 Frankfurt am Main

Heinrich Ludwig gründete das Heimatmuseum Bockenheim
Er war im Vorstand des Bezirksvereins Bockenheim.

## Texte und Vorträge
- 1900 Totes und Lebendiges aus Bockenheim
- 1901 Was erzählen uns die Fluren Bockenheims von Bockenheims Vergangenheit?
- 1902 Das Gerichtswesen vergangener Zeiten in Frankfurts nächster Umgebung
- 1904 Was die Großmutter von Anno 1813 erzählte (Ergänzungen 1905)
- 1904 Aus Neu- und Alt-Bockenheim
- 1905 Der Grempsche Hof
- 1905 Die Bonifatiusquelle bei Niederursel (Ein Stücklein Heimatkunde)
- 1905 Die Kuh im Brunne. Eine Geschicht aus Alt-Bockenheim
- 1905 Wie Feinde der freien Schule wühlen
- 1905 Französische Kirche in Bockenheim
- 1905 Das Gerichtswesen früherer Zeiten
- 1906 Die Urgeschichte Bockenheims in erd- und kulturgeschichtlicher Beziehung
- 1906 Das Grab von Hannibal Fischer (des „Flotten-Fischer“) in Rödelheim
- 1906 Erdbewegungen in der Umgebung (Ein Beitrag zur Heimatkunde)
- 1906 Verschwundene Orte. (Biegen – Breidenloch – Antoniuskapelle)
- 1906 Biegen. (Ein völlig vergessenes ausgegangenes Dorf dicht am Frankfurter Gebiet)
- 1906 Alles schonnd emal dagewese odder: Der falsch Ministerialrat in Nidderorschel
- 1907 Einiges aus der Geschichte Bockenheims im Anschluß an die Betrachtung seiner kirchlichen Bauten
- 1910 Bockenheim im 30-jährigen Krieg
- 1911 Die Bockenheimer Kerb. Allerlei Betrachtungen über ein absterbendes Fest
- 1911 Bockenheim im Jahre 1848
- 1913 Die Feier des 18. Oktober 1863 vor 50 Jahren
- 1914 Alt-Bockenheimer Brunnen
- 1928 Beziehungen zwischen Bockenheim und Frankfurt im Laufe der Jahrhunderte (Vortrag 1928, 1929 vom Bezirksverein gedruckt in einer Auflage von 1200 Exemplaren)
- 1928 Bockenheim und Frankfurt in ihren geschichtlichen Zusammenhängen
- 1928 Momentaufnahmen von Alt-Bockenheim
- 1929 Reinhold Opificius´ letzte Fahrt
- 1930 Verschwundenes Ginnheimer Wahrzeichen!
- 1931 Ausgegangene Ort in Frankfurts Umgebung
- 1931 Erinnerungen an die ehemalige Reifert'sche Eisenbahnwaggonfabrik
- 1932 Durchs Rad gepeitscht! Eine alte Strafe der Kutscherzunft
- 1932 Erinnerungen an Heinrich Wehner
- 1949  Bockenheim und Goethe
- ? Verschwindendes Alt-Bockenheim
- ? Die Ermordung Lichnowsky´s und Auerwald´s auf der Bornheimer Haide
- ? Aus kurhessischen Polizeiakten
- ? Einführung der Reformation in Bockenheim
- ? Beitrag zur Bockenheimer Familiengeschichte
- ? Das ehemalige Jägerhäuschen
- ? Geschichte Seckbachs

## Buchveröffentlichungen
Heinrich Ludwig hatte schon um 1900 mit ersten Texten und Vorträgen begonnen und 1910 (im Alter von 35 Jahren) mit Matthäus Müller das erste Buch veröffentlicht: „Alt-Bockenheim in Wort und Bild“.
Seiner manischen Sammelarbeit zur „Geschichte Bockenheims“ konnte er erst nach seiner Pensionierung 1930 (im Alter von 65 Jahren) völlig ungehemmt freien Lauf lassen. Die Fertigstellung und Veröffentlichung dieses Buches 1940 ist insofern ein Glücksfall als im September 1944 sein Haus in der Grempstraße 40 mit allem Inventar und seiner Bibliothek ausgebombt wurde. Es ist die bisher umfassendste Schilderung der Geschichte Bockenheims bis zur Eingemeindung 1895:
Heinrich Ludwig „Die Geschichte des Dorfes und der Stadt Bockenheim“, Verlag Waldemar Kramer, Frankfurt, 1940, kl.4°, XV, 388 Seiten mit 81 s/w-Abb. auf 48 Tafelseiten (noch antiquarisch erhältlich). 2022 haben Norbert Saßmannshausen und Herrmann Ludwig im Institut für Selbstorganisation eine zweite überarbeitete Auflage herausgegeben, ISBN 978-3-9821407-4-2. 458 Seiten.
Die „Häuserchronik von Alt-Bockenheim“ ist 1941 als Manuskript abgeschlossen worden, hat es aber zu Lebzeiten Heinrich Ludwigs nicht mehr zur Veröffentlichung gebracht. Sie verfolgt minutiös die Entwicklung Bockenheims über Jahrhunderte hinweg kontinuierlich Haus für Haus auf meist gleichbleibenden Grundstücken bis zum Beginn der 1940er Jahre knapp vor der Kriegszerstörung. Heinrich Ludwig übergab sie dem Stadtarchiv Frankfurt am Main zur Aufbewahrung.